# 화랑대역
화랑대(서울여대입구)역(Hwarangdae(Seoul Women's Dae Entrance)Station, 花郞臺(서울女大入口)驛)은 서울특별시 노원구 공릉2동에 있는 서울 지하철 6호선의 지하철역이다. 역명은 대학명으로 오해할 수 있으나, 인근에 있는 육군사관학교의 별칭인 화랑대라는 이름을 따서 정했으며, 인근에 육군사관학교와 서울여자대학교가 있다. 2010년 12월 20일까지 이 역에서 약 800m 거리에 한국철도공사 경춘선의 철도역이었던 화랑대역이 있었으나, 꽤 멀리 떨어져 있어 이름만 같을 뿐 관계는 없다. 이 역과 태릉입구역 사이에 연결 선로가 있으며, 6호선 전동차가 7호선 도봉차량사업소에서 중검수를 받기 위해 이 선로를 사용한다. 이 역 위엔 묵동천이 지나간다.

## 역사
- 2000년 8월 7일 : 서울 지하철 6호선 상월곡 ~ 봉화산 구간 개통과 함께 영업 개시[1]

## 역 구조
2면 2선의 상대식 승강장을 갖추고 있는 지하역으로, 스크린도어가 설치되어 있다. 곡선 승강장이기 때문에 전동차와 승강장 사이의 간격이 넓으므로 승·하차시 발이 빠지지 않도록 주의하여야 한다.

### 승강장
| 태릉입구 ↑ |
| \| 상      |
| ↓ 봉화산   |

| 상행 | ● 서울 지하철 6호선 | 태릉입구 · 석계 · 고려대 · 삼각지 · 월드컵경기장 · 응암 방면 |
| 하행 | ● 서울 지하철 6호선 | 봉화산 · 신내 방면                                           |

## 역 주변
- 묵동
- 공릉소방파출소
- 삼육대학교
- 태릉사거리
- 화랑대사거리
- 공릉2동 행정복지센터
- 공릉중학교
- 서울태랑초등학교
- 태랑중학교
- 서울여자대학교 방면
- 서울태릉초등학교
- 태릉성당
- 육군박물관
- 육군사관학교 방면
- 태강릉
- 태릉선수촌
- 태릉푸른동산
- 공릉동 근린공원
- 중랑구립정보도서관
- 중랑구민체육센터
- 원묵중학교
- 서울원묵초등학교
- 태릉고등학교
- 갈매동·별내동 방면

## 이용객 변동
2000년 자료는 개통일인 2000년 8월 7일부터 12월 31일까지 147일간의 집계를 반영한 것이다.
| 노선  | 노선   | 일평균 인원수 (명/일) | 일평균 인원수 (명/일) | 일평균 인원수 (명/일) | 일평균 인원수 (명/일) | 일평균 인원수 (명/일) | 일평균 인원수 (명/일) | 일평균 인원수 (명/일) | 일평균 인원수 (명/일) | 일평균 인원수 (명/일) | 일평균 인원수 (명/일) | 각주  |
| 노선  | 노선   | 2000년                | 2001년                | 2002년                | 2003년                | 2004년                | 2005년                | 2006년                | 2007년                | 2008년                | 2009년                | 각주  |
| ----- | ------ | --------------------- | --------------------- | --------------------- | --------------------- | --------------------- | --------------------- | --------------------- | --------------------- | --------------------- | --------------------- | ----- |
| 6호선 | 승차   | 4,125                 | 8,781                 | 11,092                | 11,599                | 12,309                | 11,954                | 11,862                | 11,637                | 11,396                | 11,159                | [ 2 ] |
| 6호선 | 하차   | 3,281                 | 6,599                 | 8,276                 | 8,925                 | 9,876                 | 10,005                | 9,966                 | 9,855                 | 9,744                 | 9,469                 | [ 2 ] |
| 6호선 | 승하차 | 7,407                 | 15,380                | 19,368                | 20,525                | 22,185                | 21,959                | 21,828                | 21,492                | 21,140                | 20,628                | [ 2 ] |
| 노선  | 노선   | 2010년                | 2011년                | 2012년                | 2013년                | 2014년                | 2015년                | 2016년                | 2017년                |                       |                       | [ 2 ] |
| 6호선 | 승차   | 11,525                | 11,669                | 12,247                | 13,140                | 13,470                | 13,435                | 13,358                | 13,199                |                       |                       | [ 2 ] |
| 6호선 | 하차   | 9,494                 | 9,432                 | 9,661                 | 10,059                | 10,266                | 10,160                | 10,103                | 10,085                |                       |                       | [ 2 ] |
| 6호선 | 승하차 | 21,018                | 21,101                | 21,908                | 23,199                | 23,736                | 23,595                | 23,461                | 23,284                |                       |                       | [ 2 ] |

## 사진

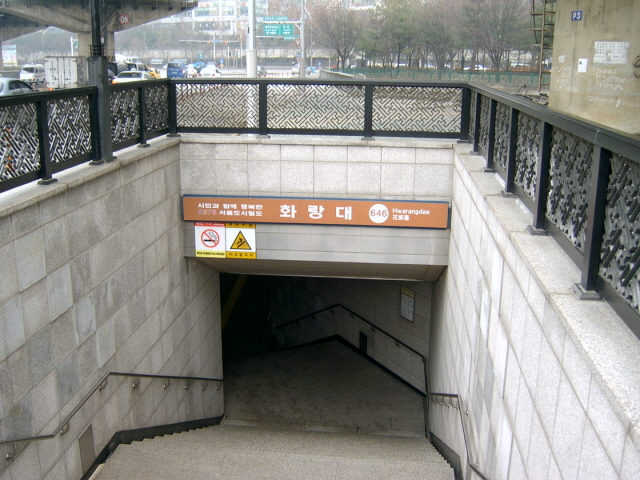
출입구
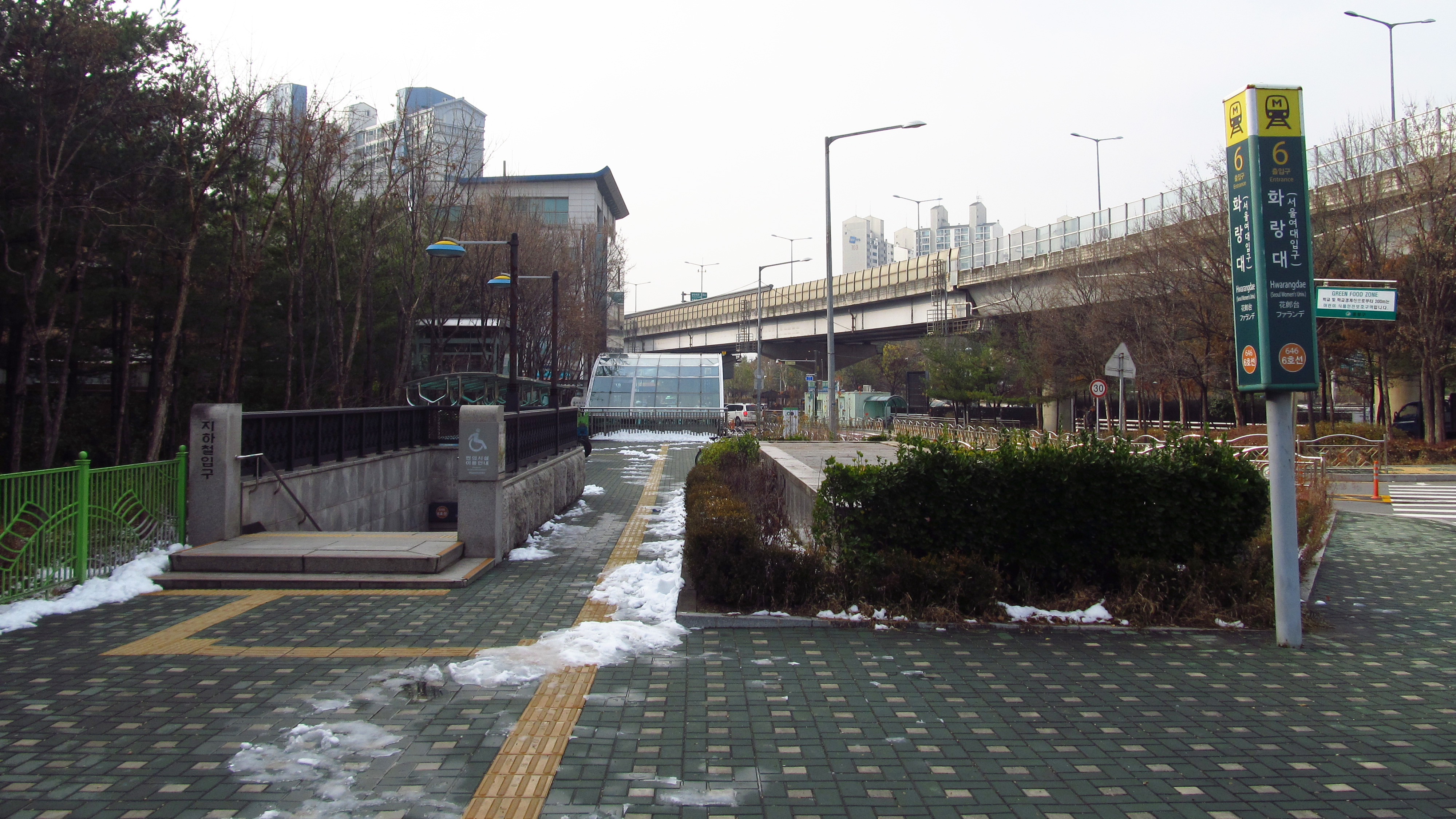
6번출구
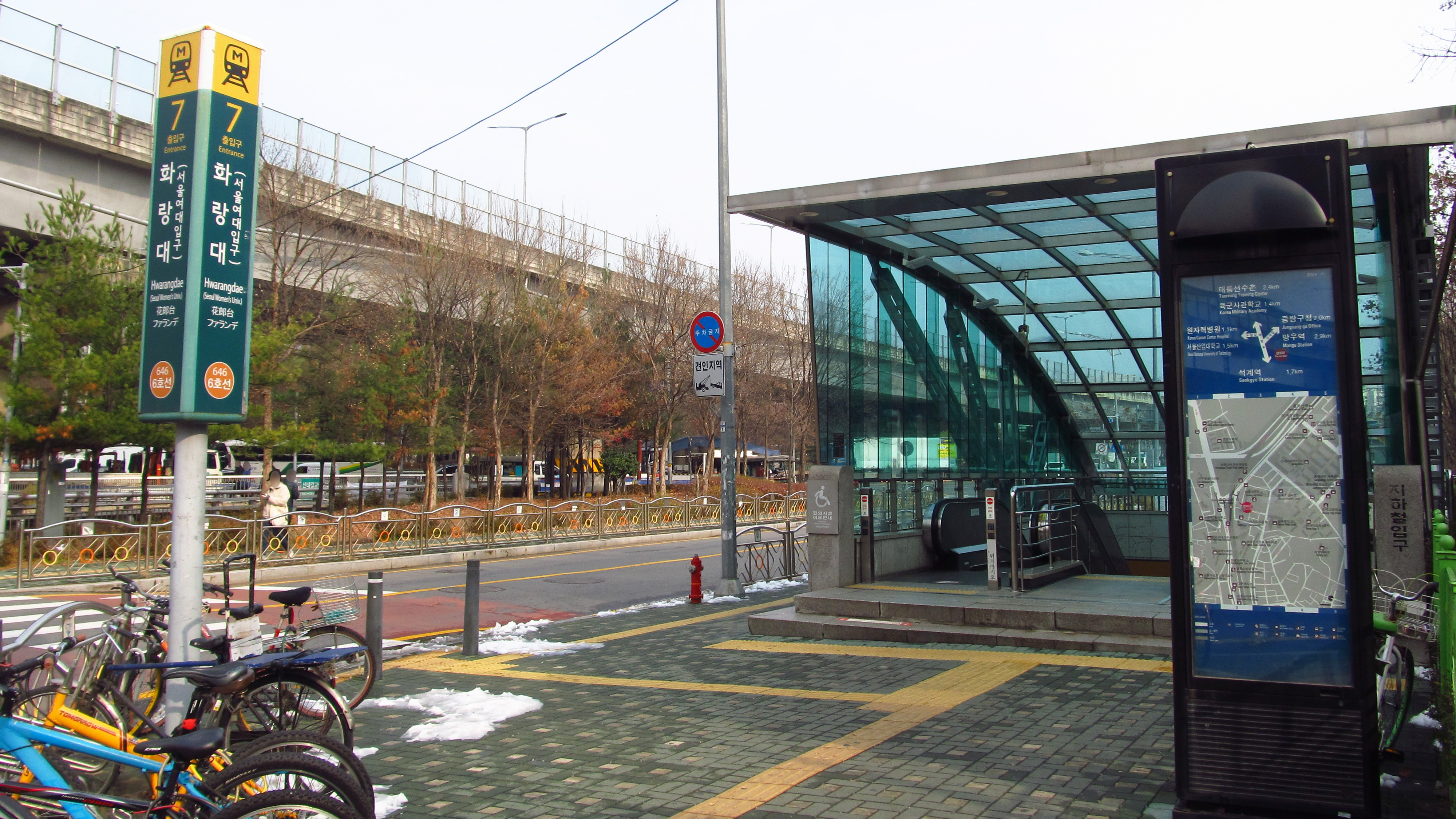
7번출구

## 인접한 역
| 서울 지하철 6호선      | 서울 지하철 6호선   | 서울 지하철 6호선    |
| ---------------------- | ------------------- | -------------------- |
| 645 태릉입구 응암 순환 | ● 서울 지하철 6호선 | 647 봉화산 신내 방면 |

## 같이 보기
- 육군사관학교 (대한민국)
- 삼육대학교
- 서울여자대학교
- 서울특별시 도시철도공사
- 수도권 전철